# Alpidska orogeneza
Alpidska orogeneza se nanaša na zadnjo fazo orogeneze v zgodovini Zemlje, ko so se oblikovale Alpe.
Proces te orogeneze se razteza od krede čez najmočnejšo fazo polnjenja v miocenu pred približno 20 milijoni let do današnjih dni, vključno obdobje približno 100 milijonov let, in izzveneva  približno zadnjih 5 milijonov let. Ledenodobna starost pleistocena v zadnjih 2 milijonih letih pa prevladuje večinoma videz današnjih gora.
V tej orogenezi je alpinidski gorski pas z Atlasom, Pireneji, Balearskimi otoki, Alpami, Karpati, Apenini, Rodopi, Balkanom, Anatolijo, Kavkazom, Hindukušom, Karakorumom, Himalajo oblikovan do zahodnih gora Indokine in Malezije. Tudi ameriške Kordiljere izvirajo iz tektonskih procesov plošč, a se kljub temu štejejo kot samostojna orogeneza.
Alpidi je skupno ime za gorske sisteme, ki so nastali v času alpidske orogeneze ali v oligo-miocenskem gubanju.

## Prvotni geološki procesi

### Prazgodovina
V predkambrijskih centralnih gnajsnih jedrih Zillertalskih Alp ter vzhodnih Visokih Turah so deli neoproterozojskega superkontinenta Rodinija, ki imajo starost 1000 milijonov let.
Od razpada tega superkontinenta - tj približno 750 Ma (milijon let) - so bile skale v kasnejših Alpah na morskem dnu. Okoli 550 Ma se deli obalni pas Gondvane in od 460 Ma nato nastane Rea ocean, iz katerega je včasih štrlel pred 420 Ma vulkanski otočni lok Hun-Terran. Na vrhuncu najmočnejše faze Variskične orogeneze pred 360 Ma, so se ti otoki spet potopili v Rea. V permu od 300 Ma so na območju Alp sčasoma nastali sedimenti Tetide na vzhodu Pangee.

### Razvoj v triasu
V obdobju triasa od 250 Ma se razmakne srednjeoceanski hrbet Tetide, vendar se je podrinil na severu med obalni pas moderne Turčije, Irana, Tibeta in Indokine; ta akrecija na področjih polic je imela za posledico kompresijo in končno dvig polic na morski gladini. Dolga in tanka celina, fragment Kimerije se je odcepila od severnega roba vzhodne Gondvane in se vrtela okrog točke v današnjih Karpatih. Vulkanski otočni lok, kasnejši Kimerski nagubani pas, se je povečal na južnem obalnem pasu Mlade Evrazije.
Povezano z odprtjem širjenja Tetide proti zahodu - so preveliki stranski premiki in oblikovanje jarka v regijah starih variskičnih gora - tudi nasilne vulkanske aktivnosti v alpskem epikontinentalnega pasu, na severu apulijski polotok in na območju današnjih Pirenejev med Iberijo, bretonsko variskijo in Gibraltarjem; razklale območja grebena v Atlantiku in kasneje vse do severnih Apalačev.

### Razvoj v juri
Pred južnimi obalami Kimerije je v juri od 200 Ma nastal globok Tetidin jarek, zahodno ali prečno skozi razpadajočo Pangeo, preko globokomorskega območja novonastalega Peninskega oceana do zloma Atlantskega grebena in med severno obalo Južne Amerike in zahodno Gondvano. Iz samega širjenja Peninskega oceana je nastala na zahodu Švicarska polica, v središču korita je površina sedimenta iz Penninikumsa, ter na vzhodu vzhodna Alpska polica, ki jo žene apulijski polotok od Gondvane proti vzhodu, pojavi se gorovje Krim in Predkavkaz.
V kimeridgijski fazi alpidske orogeneze so nastale ameriške Kordiljere in Sredozemsko morje. V tem času se pojavijo batoliti granita in z njimi v zvezi številna orudenja.

### Razvoj v kredi
V spodnji kredi od 145 Ma so zdaj jasno ločene Severna Amerika, Grenlandija in Evropa, severni Atlantik se odpre.
Postopen pristop Kimerije k jugovzhodni Evropi in azijskemu kratonu, odprtje severnega Atlantskega oceana in številni razmeroma ozki oceanski bazeni so bili povezani s transformnim prelomom, še vedno kompleksno prepleteni čez razpadajočo Pangeo.
Iberia je zapustila Evropo kot neodvisen fragment skorje in tudi Apulijski polotok je ločen v nastajajočem vzhodnem Sredozemlju od doslej Afrike. Do zdaj samostojne mikro celina so še naprej na južnem robu Evrope in vzhodne avstrijske in italijanske alpe se dvignejo nad morsko gladino. Oba prva odseka Peninskega globokomorskega bazena kot tudi zadnji ostanki zahodnega Tetidininega oceanskega dna sta se podrinila. Na območju Karpatov in Balkana so se razvili močni vulkanizmi.

## Nastanek gorstev

### Razvoj v paleogenu
V začetku paleogenske starosti (66 Ma) je nastalo trčenje jadranske mikroplošče odcepljene od Afriške z Evropsko predalpsko. Linija trčenja z oblikovanjem šiva je segala od Egeja čez regijo reke Vardar v Makedoniji, čeri Karpatov in peninskega območja Alp, Piemonta do Korzike.
Afrika je še naprej drsela proti severovzhodu in potiskala Indijsko podcelino, nekdanja južna celina Gondvana se je bližala Aziji. V času kredno-terciarnega izumiranja so zdaj iz Peninskega oceana postavljene tudi zahodne Alpe Francije in Švice, na severnem robu so se iz mladega Sredozemlja povečali Apenini in kalabrijski lok. Sardinija in Korzika sta se ločili med vrtenjem v smeri urinega kazalca od evropskega kontinentalnega bloka.

### Razvoj v neogenu in kasneje
V neogenu od 23 Ma se je Paratetida, severna meja cone Tetida v Evropi in danes Srednji Aziji, postopoma zaprla. Ostanki so zdaj Panonsko morje, Črno morje in Kaspijsko jezero. V oligocenu se je ponovno pojavilo raztezanje skorje, grebeni na oceanskem dnu so se širili in oblikovali zaločne bazene (zaločni bazeni so geološke značilnosti podmorskih bazenov, povezanih z otočnimi loki in subdukcijskimi conami). S spreminjanjem smeri subdukcije ali širjenjem morskega dna, je nastalo večplastno gubanje baznih gorovij, ki so se integriral in hkrati tvorili molase (izraz se nanaša na peščenjake, skrilavce in konglomerate oblikovane kot kopenski ali plitvo morski sedimenti pred naraščajočimi gorskimi verigami).
Za aktualno četrto globalno ledeno dobo od 2,6 Ma je značilno obdobje izmenične poledenitve in otoplitve današnjih pokrajin.
Pomikanje kontinentalnih plošč se še vedno dogaja, zato Alpidska orogeneza še ni končana. Alpe in Himalaja počasi rastejo nekaj milimetrov na leto, a se hkrati zaradi zunanjih geoloških procesov (npr. erozije), znižujejo. V 50 milijonih let bo ta tektonski proces na območju Sredozemlja, Rdečega morja in Perzijskega zaliva oblikoval nova gorovja.

## Kamnine
Glavne vrste kamnin v visokogorju in sredogorju so enostavni para-gnajsi, ki so se preobrazili iz glinastih in peščenih sedimentov, temno sivi peščenjaki in tufi. Pogosto najdemo amfibolite, ki so nastali iz bazaltov. V teh združbah so magmatski ortognajsi  zelo pogosti. V Silvretti in Oetztal Alp je starejša generacija ortognajsov staropaleozoiski dogodek vdora. Drugi, mlajši magmatski gnajsi pa so vdrli v variskični orogenezi v karbonu. Enako stari granitni gnajsi se pojavljajo na primer v kristalinski masi Schladminger Tauern, Seckauer Tauern in Mürztaler Alpah in so znak začetne orogeneze v začetku variskičnega obdobja (420 Ma).